# Apsi
Apsi (acrónimo de Agencia Publicitaria y de Servicios Informativos Ltda.), fue una revista política chilena, fundada en 1976, que fue uno de los primeros medios de comunicación de oposición a la Dictadura militar de Augusto Pinochet. En 1977 Apsi consiguió autorización para aparecer como boletín quincenal de actualidad internacional, sin embargo, posteriormente se transformaría en una revista de actualidad política, con frecuencia de semanario. Su eslogan era «Por el derecho a no estar de acuerdo».

## Historia
La revista fue fundada por el sociólogo y periodista Arturo Navarro Ceardi, el 8 de julio de 1976, que ocupó el cargo de director hasta abril de 1982. Posteriormente asumiría Marcelo Contreras Nieto, quien permaneció en la dirección hasta el cierre de la revista en septiembre de 1995. Apsi formó parte de una generación de revistas de oposición a la dictadura pinochetista, dentro de la que usualmente se cuentan Análisis, Cauce y Hoy, que en un contexto adverso para la libertad de expresión en Chile, lograron colaborar en lo que sería el proceso de democratización, abriendo un espacio para la disidencia, llegando a un tiraje de 20.000 a 30.000 ejemplares. De todas estas publicaciones Apsi sería la segunda más duradera, contando casi veinte años de historia.
Apsi, sin embargo, tomó distancia del modelo de revista opositora que siguieron sus contemporáneas, pues su línea editorial mantendría cierta independencia de partidos o instituciones específicas, no obstante ubicarse claramente dentro del espectro izquierdista. La revista, a su vez, se caracterizó en su momento por seguir un estilo irónico, con un ácido sentido del humor. En ella colaborarían varios nombres actualmente ilustres de la prensa chilena, como Nibaldo Fabrizio Mosciatti, Rafael Otano, Andrés Braithwaite, Rafael Gumucio o Guillermo Bastías "Guillo".

Éramos una revista de oposición pero que nunca se planteó reducir lo que pasaba a la cosa política. Era un equipo joven que poseía una ventaja: no teníamos el trauma de la UP. Para nosotros era un antecedente, pero no había significado por lo menos personalmente ninguna pérdida, entonces eso nos proporcionaba una distancia analítica con respecto a la UP. Además, ese equipo era gente joven no militante, entonces teníamos una de libertad que usábamos mucho y por lo mismo, nos reíamos mucho también.
Nibaldo Mosciatti Olivieri

En agosto de 1987 se lanzó el especial Apsi-Humor, titulado «Las Mil Caras de Pinochet (mi diario secreto)», con una polémica portada en que Pinochet aparecía -retratado por Guillo- como Luis XIV, ya que el dictador había demostrado días antes en una entrevista su admiración por el monarca francés. 105 mil ejemplares de ese número fueron requisados por la Dirección Nacional de Comunicación Social (Dinacos), y fueron detenidos Marcelo Contreras y Sergio Marras, director y subdirector de la revista, acusados de «asesinato de imagen». La revista sacó una reedición del número censurado ese mismo mes, ya que no se requisó el original, con la portada anterior a la que "Guillo" agregó una máscara que le tapaba la cara a Pinochet, que fue vendida en la clandestinidad.
En 1989, la revista Apsi experimentó una fuga masiva de periodistas, con motivo de un episodio que enfrentaría a la plana editorial y periodistas con los directivos, militantes del Partido Socialista, en que una pregunta de Nibaldo Mosciatti a Alejandro Hales en el programa La Hora de... de TVN habría ocupado un rol decisivo. Después de ello, en los años '90, habiéndose ido buena parte de sus miembros históricos, Apsi comenzaría a recibir a estudiantes de periodismo en práctica por problemas económicos; en esta época trabajarían jóvenes como Juan Andrés Guzmán, Sergio Lagos y Juan Andrés Quezada, quienes destacarían posteriormente por sus trabajos en otros medios. Apsi finalmente cerró el 4 de septiembre de 1995 por problemas financieros. Sus números pueden encontrarse actualmente en la Biblioteca Nacional.